# ピリミジン
ピリミジン (pyrimidine) は、有機化合物の一種で、ベンゼンの1,3位の炭素が窒素で置換されたものである。分子式 C4H4N2、分子量 80.09 の複素環式芳香族化合物のアミンの一種で、特有の刺激臭を持つ。窒素原子の位置が異なる構造異性体にピラジンとピリダジンがある。
核酸やヌクレオチドを構成する核酸塩基として知られるチミン、シトシン、ウラシルは、ピリミジンの誘導体であり、それらの母骨格として重要である。